# Lleshan
Lleshan falu és régészeti helyszín Albánia középső részén, a Shpat-hegység északnyugati vidékén, Elbasantól légvonalban 10, közúton 17 kilométerre délkeleti irányban. Elbasan megyén és Elbasan községen belül Gjinar alközség települése. Fő nevezetessége a késő bronzkorban épült erődje, amelyet az i. e. 3–2. századig lakott a korabeli, feltehetően illír népesség. A műemlékvédelem alatt álló romokat gyakran lleshani vár (Kalaja e Lleshanit) vagy Sziklavár (Kalaja e Gurit) néven említik.

## A lleshani erőd
A mai falutól 2 kilométerre keleti irányban, egy 1190 méter tengerszint feletti magasságú hegytetőn a késő bronzkorban építettek erődöt az itt élők. Az 1987 és 1990 között Riza Hasa vezetésével itt folyt ásatások eredményeként kiderült, hogy bár eleinte – a kor több más késő bronzkori erődítéséhez hasonlóan – a falak csupán az állatállomány védelmét szolgálták, a későbbiekben a faluközösség beköltözött az erődbe, és a vaskorban már tipikus protourbán illír település állt a helyén. 15 hektáros területével a nagyobb korabeli erődök közé tartozott, amelynek védelmét három körkörös védművel oldották meg. A megmunkálatlan kövekből kötőanyag nélkül felrakott masszív falak mellett a település természetes védettségét három oldalról meredek sziklaszirtek biztosították. A hegytető legmagasabb pontján a legkisebb fal fogta közre a 0,1 hektáros akropoliszt, ettől nyugatra terült el az alsóváros. A legkülső falon lévő kaput egy külön barbakánszerű építmény is védte. A bronz- és vaskori agyagedényleletek arról vallanak, hogy a település műveltségére a déli égei civilizációk és az északi glasicac–mati kultúra egyaránt hatottak: a matt felületű vörös kerámia égei kapcsolatokat, míg a karcolással, pontozott szalagmotívumokkal díszített szürke kerámia az északról jövő hatást igazolja.
Az i. e. 5. század után a település részlegesen hellenizálódott, a helyi fazekastermékek mellett egyre több lett az Epidamnoszból és Apollóniából importált kerámia, a házakat a hellén világra jellemző tetőcserepekkel fedték. A leletanyagban különösen érdekes a bikafejet ábrázoló nagyszámú terrakottaszobrocska, amely alapján az ásatásokat vezető Hasa azt a következtetést vonta le, hogy a települést benépesítő, állattartással foglalkozó közösség az Artemisz-kultuszt követte. Albánia területéről innen került elő az egyik legnagyobb éremkincs az i. e. 3–2. századból: a mintegy 3600 ezüst- és bronzveret között elsősorban Amantia, Órikosz, Szkodra, Epidamnosz és Apollónia pénzei fordultak elő nagy számban.